# Konrad Niedźwiedzki
Konrad Łukasz Niedźwiedzki (Warschau, 2 januari 1985) is een Pools voormalig langebaanschaatser. Niedźwiedzki trainde veel met Nederlandse schaatsers, achtereenvolgens bij de TVM-schaatsploeg en Team JustLease.nl, en spreekt derhalve Nederlands. Zijn coach was Wiesław Kmiecik. Niedźwiedzki sloot zijn actieve loopbaan af op het WK Allround 2018.

## Allrounden
Tijdens het EK Allround 2006 in Hamar zorgde Niedźwiedzki voor een opmerkelijk nieuwsbericht doordat het startpistool van de starter tijdens zijn rit na één schot weigerde. De valse start die door de Pool werd veroorzaakt kon daardoor niet teruggeschoten worden, hetgeen hem duidelijk tijdwinst (én de afstandszege) opleverde. Niedźwiedzki werd uiteindelijk 14e.
Op het WK Allround 2006 in Calgary liet Niedźwiedzki zien dat zijn afstandszege op de 500 meter op het EK Allround eerder het jaar geen toevalstreffer was. Op de kortste afstand bij het allrounden werd de Pool ditmaal tweede achter Shani Davis en hij deed dit in een nieuw persoonlijk record. Ook op de andere drie afstanden reed hij een nieuwe persoonlijk record, wat hem een knappe achtste plaats in de eindrangschikking opleverde. Dit was de beste Poolse prestatie op een WK Allround sinds 2002 toen Paweł Zygmunt in Heerenveen 6e werd.
Op de Europese kampioenschappen schaatsen 2013 in Heerenveen wist Niedźwiedzki naast de 500, ook de 1500 te winnen. Met een 13e plek op de 5000 meter en een 8e plek op de 10.000 meter werd hij 7e in het eindklassement, zijn beste resultaat tot dan toe.
Op de wereldkampioenschappen schaatsen afstanden 2013 in Sotsji won Niedźwiedzki met zijn teamgenoten Bródka en Szymański brons op de ploegenachtervolging. Een jaar later tijdens de Olympische Winterspelen aldaar werd het wederom brons.
Op 31 mei 2016 raakte Niedźwiedzki zwaargewond tijdens een fietstraining in Friesland door een aanrijding met een landbouwvoertuig waaraan hij een ingeklapte long, zeven gebroken ribben en een gebroken schouderblad overhield.

## Olympische Winterspelen

### 2006
Op de Olympische Winterspelen van 2006 in Turijn kwam de toen 21-jarige Pool uit op twee afstanden, namelijk de 1000 meter en de 1500 meter. Op de 1000 m haalde Niedźwiedzki een goed resultaat, de 13e plaats met een tijd van 1.09,95. Op het koningsnummer bij het schaatsen, de 1500 m, eindigde hij een plek hoger in de eindklassering: 12e, met een tijd van 1.48,09.

### 2010
Bij de Olympische Winterspelen van 2010 in Vancouver reed Konrad Niedźwiedzki drie afstanden. Op de 500 meter eindigde hij als 30e samen met de Fin Markus Puolakka na de 1e 500 meter te hebben afgelegd in 36,18 sec. en de 2e in 36,17. Op de 1000m werd hij 27e in een tijd van 1.11,24 en op de 1500 meter werd hij 17e in een tijd van 1.48,15.

## Persoonlijke records
| Afstand     | Tijd     | Datum            | Baan           |
| ----------- | -------- | ---------------- | -------------- |
| 500 meter   | 35,29    | 4 december 2009  | Calgary        |
| 1000 meter  | 1.07,90  | 16 november 2013 | Salt Lake City |
| 1500 meter  | 1.43,12  | 15 november 2013 | Salt Lake City |
| 3000 meter  | 3.41,11  | 25 januari 2014  | Inzell         |
| 5000 meter  | 6.25,09  | 7 maart 2015     | Calgary        |
| 10000 meter | 13.42,86 | 8 maart 2015     | Calgary        |

## Resultaten
| Jaar | EK Allround             | WK Allround            | WK Sprint                | WK Afstanden                         | Olympische Spelen                     | WK Junioren                                |
| ---- | ----------------------- | ---------------------- | ------------------------ | ------------------------------------ | ------------------------------------- | ------------------------------------------ |
| 2001 |                         |                        |                          |                                      |                                       | NC34 (27e, 42e, 33e, -)                    |
| 2002 |                         |                        |                          |                                      |                                       | 12e (6e, 17e, 17e, 13e) 9e achtervolging   |
|      |                         |                        |                          |                                      |                                       |                                            |
| 2004 |                         |                        |                          |                                      |                                       | 13e · (29e, 10e, , 15e) · 6e achtervolging |
| 2005 | 22e (20e, 23e, 23e, nc) |                        |                          | 14e 1500m 6e achtervolging           |                                       |                                            |
| 2006 | 14e · (, 22e, , 16e)    | 8e · (, 16e, 5e, 11e)  |                          |                                      | 13e 1000m 12e 1500m                   |                                            |
| 2007 | 13e · (, 19e, 5e, nc)   |                        |                          | 12e 1500m 7e achtervolging           |                                       |                                            |
| 2008 | 13e · (, 18e, 9e, nc)   | NC18 (8e, 20e, 17e, -) | 18e (30e, 17e, 25e, 13e) | 17e 1000m 14e 1500m 8e achtervolging |                                       |                                            |
| 2009 | 9e · (, 17e, 8e, 11e)   | 12e · (, 17e, 8e, 12e) | 17e (19e, 10e, 19e, 11e) | 17e 1000m 14e 1500m                  |                                       |                                            |
| 2010 | 9e · (, 16e, 5e, 10e)   | 10e · (, 22e, 5e, 12e) |                          |                                      | 30e 500m 27e 1000m 17e 1500m          |                                            |
| 2011 | 8e · (, 17e, 12e, 10e)  | NC13 · (, 20e, 11e, -) | 23e (27e, 18e, 31e, 19e) | 12e 1500m 8e achtervolging           |                                       |                                            |
| 2012 | 13e · (, 21e, 14e, nc)  | 12e · (, 17e, 8e, 12e) |                          | 10e 1500m 8e achtervolging           |                                       |                                            |
| 2013 | 7e · (, 13e, , 8e)      |                        |                          | 8e 1500m · achtervolging             |                                       |                                            |
| 2014 | NC9 · (, 12e, , nc)     | 8e · (, 15e, 7e, 8e)   |                          |                                      | 16e 1000m · 20e 1500m · achtervolging |                                            |
| 2015 |                         | 8e (6e, 12e, 7e, 7e)   |                          | 10e 1500m 6e achtervolging           |                                       |                                            |
| 2016 |                         | 8e · (, 14e, , 8e)     |                          | 8e achtervolging                     |                                       |                                            |
| 2017 | NC10 (4e, 19e, 4e, -)   | NC13 · (, 19e, 11e, -) |                          | 10e 1500m 7e achtervolging           |                                       |                                            |
| 2018 |                         | NC14 · (, 23e, 10e, -) |                          |                                      | 24e 1000m 20e 1500m HF10 massastart   |                                            |

NC# = niet gekwalificeerd voor de laatste afstand, NS# = niet gestart op de # afstand
HF10 = 10e in halve finale
- Virtual International Authority File: 308181845